# Cardedu
Cardedu (en sard, Cardedu) és un municipi italià, dins de la província de Nuoro. L'any 2007 tenia 1.465 habitants. Es troba a la regió del'Ogliastra. Limita amb els municipis de Bari Sardo, Gairo, Jerzu, Lanusei, Osini, Tertenia, Ulassai.

## Administració
| Període | Identitat         | Partit        |
| ------- | ----------------- | ------------- |
| 2005-   | Gian Piero Muceli | Llista Cívica |